# Andrei Chirică
Andrei Chirică (n. 14 iunie 1939) este un om politic român, fost ministru.